# Шпаковские
Шпаковские — несколько российских дворянских родов.
Записаны в VI часть родословной книги губерний: Смоленской (родоначальник этого рода Логин Артемьевич Шпаковский был вёрстан поместным окладом в 1677 г.; герб рода Шпаковских внесен в Часть 6 Общего гербовника дворянских родов Всероссийской империи, стр. 127), Витебской, Ковенской и Минской.
Есть ещё несколько дворянских родов Шпаковских более позднего происхождения.

## Описание герба
В щите, разделённом перпендикулярно надвое, в правой половине в голубом поле изображён золотой крест и серебряная подкова, шипами вверх обращённая; в левой половине в красном поле крестообразно положены три серебряных стрелы.
На щите дворянский коронованный шлем. Нашлемник: птица, держащая подкову с крестом. Намёт на щите голубой и красный, подложенный золотом.